# 三遊亭楽市
三遊亭 楽市（さんゆうてい らくいち、1970年9月2日 - ）は、五代目円楽一門会に所属する落語家。

## 経歴
- 大同工業大学（現 大同大学） 工学部機械工学科卒業後、東京で6年間のIT企業勤務を経て、噺家になる[1]。
- 六代目三遊亭円楽門下
- 2000年6月、入門。
- 2004年4月、二ツ目昇進[1]。
- 2012年10月、真打昇進[1]。8月の真打昇進披露では、同時に結婚披露宴も行った[2]。

## 人物
- 芸名は岐阜にちなんで「楽市楽座」から商売繁盛を願って師匠六代目円楽が命名[1]。
- 東京都文京区本郷在住[1]。
- 幼少期は『ジャンプ放送局』投稿者だった。
- 会社員時代、iモード用ゲームを一人で開発し、NTTドコモのコンテストで受賞している。

### 著書
- 『アタマひらめき！　なぞかけＱ』新星出版社刊（三遊亭楽生、三遊亭大楽、尾張家はじめ 共著）2010

### 特技・趣味
- 環境社会検定試験（eco検定）合格[1]
- 日本シャーロック・ホームズ・クラブ会員[1]
- スター・トレック公式ファンクラブ会員[1]
- 桃太郎電鉄研究[1]